# Дорн, Джоэл
Джоэл Дорн (англ. Joel Dorn) — американский композитор и продюсер, работавший с исполнителями джаза и ритм-н-блюза. Сотрудничал с лейблом Atlantic Records, позднее основал собственные лейблы: 32 Jazz, Label M, и Hyena Records
Спродюсировал десятки альбомов, в том числе пятнадцать для Роланда Кёрка. Два раза становился обладателем премии «Грэмми» за песни «The First Time Ever I Saw Your Face» (1972) и «Killing Me Softly with His Song» (1973) Роберты Флэк.
Среди прочего, сотрудничал с такими артистами как Макс Роуч, Бетт Мидлер, Питер Аллен, Юсеф Латиф, Вилли Девиль, The Neville Brothers, Херби Мэнн, Ле Макканн, Эдди Харрис , Моуз Эллисон, Леон Редбоун, Джимми Скотт.